# Nowy Buczyn
Nowy Buczyn [ˈnɔvɨ ˈbut͡ʂɨn] est un village polonais de la gmina de Kosów Lacki dans le powiat de Sokołów et dans la voïvodie de Mazovie, au centre-est de la Pologne.